# Bataille de Villers-Bocage
 (9 avril 2019).
Seconde Guerre mondiale 
 Bataille de Normandie
Batailles
Opérations de débarquement (Neptune)
- Tonga (Deadstick, Batterie de Merville)
- Albany (Chicago, Manoir de Brécourt)
- Boston (Detroit)
- Utah Beach
- Omaha Beach (Pointe du Hoc)
- Gold Beach
- Juno Beach
- Sword Beach

Secteur anglo-canadien
- Caen
- Authie
- Perch (Villers-Bocage)
- Putot
- Bretteville-l'Orgueilleuse
- Norrey
- Mesnil-Patry
- Martlet
- Epsom
- Windsor
- Charnwood
- Jupiter
- Atlantic
- Goodwood
- Crête de Verrières
- Spring
- Bluecoat
- Totalize
- Tractable

Secteur américain
- Carentan
- Cotentin
- Cherbourg (Bombardement)
- Bataille des Haies (Elle, Saint-Lô, La Haye-du-Puits)
- Cobra
- Mortain

Fin de la bataille de Normandie et libération de l'Ouest
- Rennes
- Saint-Malo
- Brest
- Poche de Falaise
- Chambois
- Paris

Mémoire et commémorations
- Cimetières militaires de la bataille de Normandie
- Commémorations du 70e anniversaire
- Projet UNESCO de classement des plages

La bataille de Villers-Bocage (13 juin 1944) est un affrontement entre les troupes britanniques et allemandes en Normandie pendant la Seconde Guerre mondiale.
Au matin du 13 juin, des éléments d'un bataillon de blindés britannique et un bataillon motorisé de la 7e division blindée s'approchèrent de Villers-Bocage par le nord-ouest. Le SS-Obersturmführer allemand Michael Wittmann arrivé tout juste la veille s'était installé avec six chars à l'est de la ville. Au cours de ce qui fut l'une des actions les plus offensives menées par une petite unité au cours de la Seconde Guerre mondiale, il chargea la colonne britannique avec son char, engageant à bout portant les véhicules britanniques avant de longer et de traverser les lignes britanniques dans le village. Les autres chars de ce petit groupe allemand détruisirent d'autres véhicules britanniques. Les pertes matérielles britanniques furent importantes.
Cette bataille fut importante non pas par le nombre des troupes engagées, mais par le fait qu'elle mit fin à la possibilité de prendre la ville de Caen dans les premiers jours de la bataille de Normandie. Caen était un objectif qui devait être pris dès le jour J (6 juin) par la 2e armée britannique. La prise de Caen et des ponts sur l'Orne par les troupes britanniques aurait donné aux alliés une position plus solide sur le flanc est du front de Normandie.

## Situation générale
Après le débarquement du 6 juin 1944, les alliés progressent dans le bocage normand pendant une semaine. À l'ouest de Caen, une poussée de la première division d'infanterie américaine vers la ville de Caumont-l'Éventé oblige la 352e division d'infanterie allemande à se replier. Ce mouvement découvre les flancs de la division blindée allemande Panzer Lehr. Une exploitation rapide de cette percée permettrait de rendre les positions défensives allemandes en Normandie intenables.
Le général Montgomery, conscient de cette occasion, lance l'opération Perch avec la 7e division blindée britannique (les « rats du désert ») avec pour but de déborder la division allemande Panzer Lehr afin de se rabattre sur ses arrières par surprise. Le village de Villers-Bocage se situe sur le chemin de cette progression, c'est le carrefour de plusieurs routes dont une mène vers le nord-est jusqu’à Caen. Si le village et les hauteurs environnantes sont prises et tenues, les blindés britanniques pourraient poursuivre leur avancée vers le nord-est derrière les lignes allemandes et la prise de Caen serait envisageable.
Mais les Britanniques ignorent que des éléments de la seconde compagnie de chars lourds de la Schwere SS-Panzer-Abteilung 101 (101e bataillon SS de chars lourds) commandés par Michael Wittmann, ont été envoyés vers le front depuis leurs bases de Seine-Maritime via Paris jusqu'à Villers-Bocage. Après plusieurs jours de route, ceux-ci se positionnent la veille au soir entre la sortie est de la ville et la cote 213, point culminant fixé comme objectif des alliés ce jour-là.
Les forces britanniques chargées de prendre le village et la cote 213 sont constituées d'une compagnie de chars renforcés et d'une compagnie d'infanterie motorisée soit environ 200 véhicules blindés.

## Forces en présence

### Forces alliées
- 8th King's Royal Irish Hussars
- 4th County of London Yeomanry
- 1/7th Bn Queen's Royal Regiment
- 5th Royal Tank Regiment
- 5th Royal Horse Artillery
- Compagnie A du 1st The Rifle Brigade

### Forces allemandes
- 2e compagnie de chars lourds du Schwere SS-Panzer-Abteilung 101 avec les Tigre 221, 212, 223, 231, 234 et 211.
- 1re compagnie de chars lourds du Schwere SS-Panzer-Abteilung 101
- Éléments de la Panzer Lehr Division

## Marches d'approche

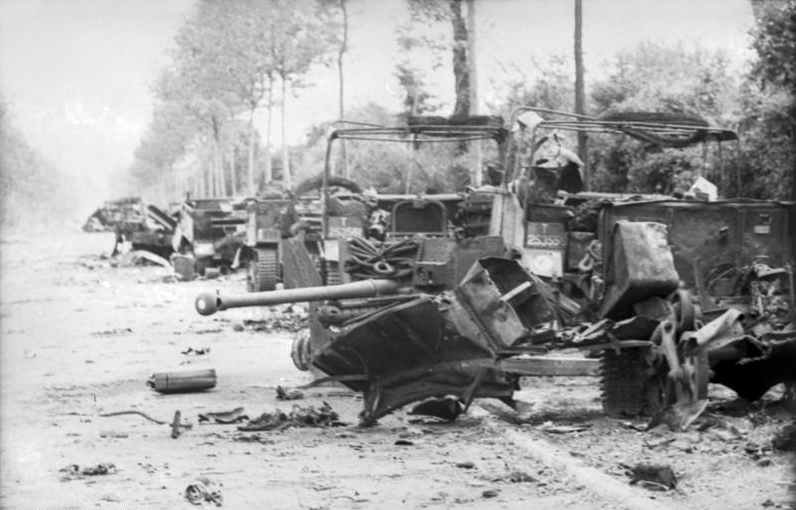
Véhicules de la Rifle Brigade's détruits par Wittman sur la RN 175.

Villers-Bocage et la cote 213 n'étaient pas occupés au début de la bataille et les deux camps firent mouvement pour prendre les hauteurs environnantes et l'avantage tactique en découlant. Les forces britanniques arrivèrent les premières dans le village de Villers-Bocage, et les troupes allemandes commandées par Wittman en position près de la cote 213 purent alors découvrir et observer les mouvements alliés.
Les Britanniques entrés dans le village n'étaient pas déployés de la meilleure des façons et furent pris dans la foule de civils venus acclamer leurs libérateurs. Les quatre chars du groupe de commandement stoppèrent dans le village et leurs équipages mirent pied à terre. Les hommes et les véhicules du groupe de combat ne mirent pas en place de périmètre de protection autour de la ville comme le voulait la doctrine militaire britannique. La sécurité était faible et aucune reconnaissance adéquate ne fut envoyée vers la cote 213. Il fut finalement décidé d'envoyer une force combinée de chars et d'infanterie prendre la cote 213.

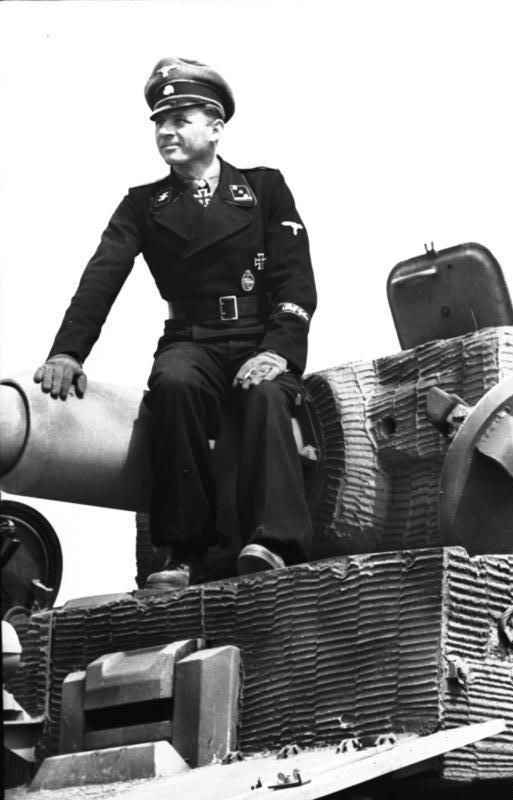
Michael Wittmann assis sur son char Tigre.

Wittman observa la colonne du 4th County of London Yeomanry quitter Villers-Bocage et son avance vers ses chars positionnés sur la cote 213 pare-chocs contre pare-chocs sur une route encaissée. La section de tête fit halte sur la route sans se déployer en position de défense afin de laisser passer les semi-chenillés et transports de troupe de l'infanterie d'accompagnement pour prendre la tête du détachement. Devant un terrain inconnu, cette décision fut une erreur grave.
Wittman vit dans ce choix une occasion pour ses chars et décida de lancer son attaque avec un char entre la cote 213 et Villers-Bocage pour contourner la première section du 4th County of London Yeomanry et ordonna à ses deux autres chars opérationnels de garder leurs positions. Le commandant allemand comptait sur l'effet de surprise pour infliger le plus de dégâts aux Britanniques qui attendaient l'arrivée de renforts. Faisant la description de ces événements après coup, Wittman dit : « Je n'ai pas pu rassembler ma compagnie. Je devais agir rapidement car je supposais que l'ennemi nous avait localisé et avait l'intention de nous détruire sur nos positions. Je fis mouvement avec mon char et ordonnai aux deux autres chars de se disperser mais de tenir la position ».

## La bataille
Le char Tigre commandé par Wittmann attaque à neuf heures. Quelques minutes plus tard, sur la route de Caen, il détruit trois blindés britanniques : un Sherman Firefly, un char Cromwell et un autre blindé. Il continue sa route vers le village de Villers sans s'arrêter et en attaquant les véhicules blindés légers de la brigade de fusiliers britanniques. En tout, Wittman, son équipage et son char détruisent dix half-tracks, quatre Universal Carrier, deux transports de troupe, deux canons antichars de six livres, trois chars légers Stuart. Entré seul dans Villers-Bocage, il détruit trois des quatre Cromwell qui avaient pris position face à la ferme des Lemonnier.
Dans la rue Clemenceau, il détruit deux chars Sherman de commandement de la 5th Royal Horse Artillery avant de détruire une scout car et un nouveau half-track. En arrivant sur la place Jeanne-d'Arc, il se retrouve nez à nez avec un Sherman Firefly commandé par le sergent britannique Lockwood du groupe B. Le Firefly était un des rares chars alliés capable de détruire un Tigre de face avec son canon de 17 livres. Le char britannique tira quatre coups dont un toucha la coque du Tigre. En réponse, le Tigre tira à son tour mais manqua sa cible. Cependant, le coup toucha un mur qui s'écroula sur le Sherman l'empêchant de poursuivre le combat. Witmann effectua un demi-tour avec son char légèrement endommagé et reprit la rue Clemenceau.
Alors que Wittman était en train de remonter la rue du village, la chenille gauche de son Tigre fut atteinte par un obus antichar de six livres ce qui le força à s'arrêter dans la rue devant le magasin Huet Godefroy. Il engagea alors les cibles à portée. Profitant de l'immobilisation du char allemand, l'infanterie britannique tenta de briser le canon à la grenade, mais le mitrailleur allemand usa de la MG34 embarquée du Tigre pour la maintenir à distance. Le dernier Cromwell britannique fût détruit d'un tir direct à la tourelle, faisant exploser ses munitions.Pensant que son Tigre pourrait être remorqué et réparé plus tard, Wittman et son équipage abandonnèrent le char sans le détruire quittant la zone à pied et se frayant l'arme à la main un chemin jusqu'à leurs lignes, laissant le village complètement détruit.
Ils finirent par rejoindre le quartier général de la Panzer Lehr à environ 7 kilomètres. Par la suite, 15 Panzer IV du 2e bataillon du 130e régiment quittèrent Orbois en direction de Villers-Bocage sous le commandement du capitaine Helmut Ritgen avec pour objectif de bloquer les sorties vers le nord. Avant d'atteindre leur objectif, ils se trouvèrent pris sous le feu des canons antichars britanniques qui bloquèrent leur avance.
Fritz Bayerlein, commandant de la Panzer Lehr, donna l'ordre aux Panzer IV de reculer et de se regrouper à l'extérieur de Villers-Bocage. Avec le renfort d'un détachement supplémentaire de chars Panzer VI stationnés initialement à Parfouru-sur-Odon, ils attaquèrent à nouveau ; quatre chars par le sud et dix par la rue Clemenceau. Chacun des deux groupes perdit 2 chars.
Wittmann avait alors rejoint dans son Schwimmwagen le point 213, où il briefa Rolf Mobius, commandant de la 1re compagnie, pour préparer la seconde attaque que le 101e Abteilung se préparait à lancer. Les chars tigre de la 1re compagnie pénétrèrent alors dans la ville en suivant la route de Caen et rejoignirent ceux de la Panzer Lehr sur la place du Marché afin de coordonner et d'appuyer leur offensive.
Les forces étaient distribuées afin d'occuper le village depuis la rue Pasteur jusqu'à la place Jeanne-d'Arc, sur la rue de Saint-Germain, la rue Émile-Samson et en direction du croisement de la rue Jeanne-Bacon et du boulevard Joffre.
Toutefois, la résistance britannique s'était réorganisée et les Allemands avaient perdu l'avantage de la surprise. Un canon anti-char de 6 livres du 1/7th Queen's, situé dans la rue Jeanne-Bacon, réussit à toucher trois Tigre dont un seul put être réparé.

## Conséquences

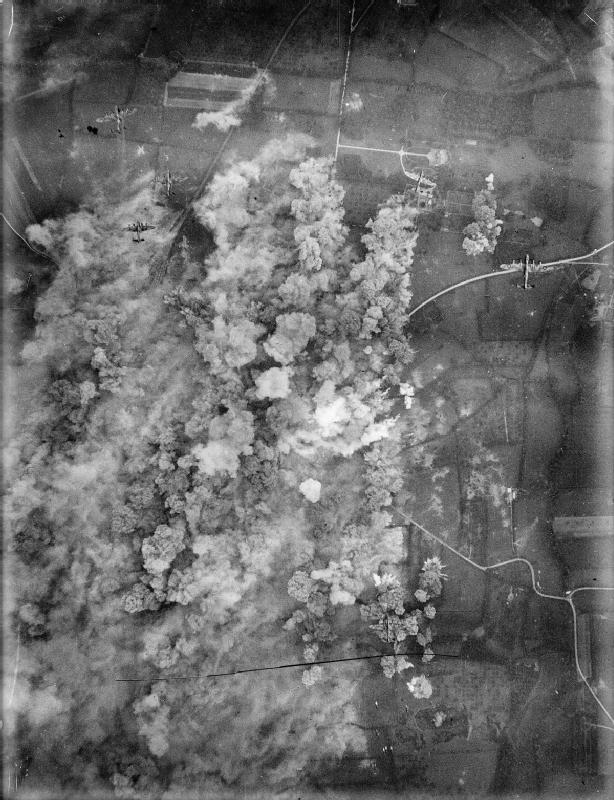
Villers-Bocage bombardé par les alliés le 30 juin 1944.

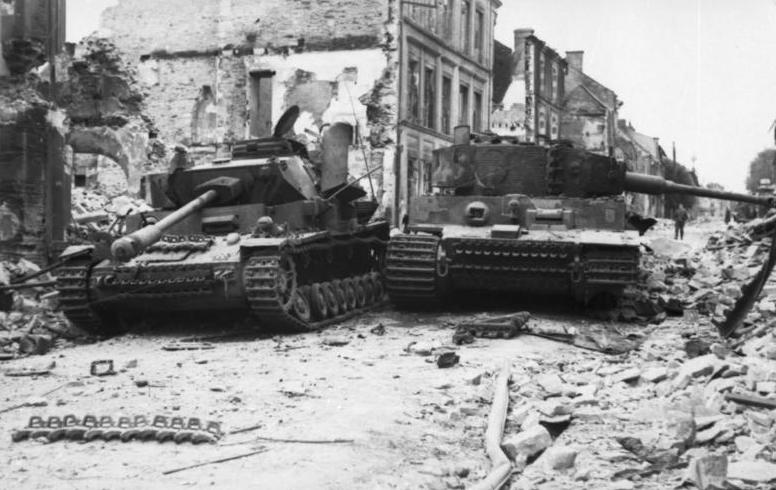
Un Tiger I à droite et un Panzer IV détruits dans la rue principale de Villers-Bocage.

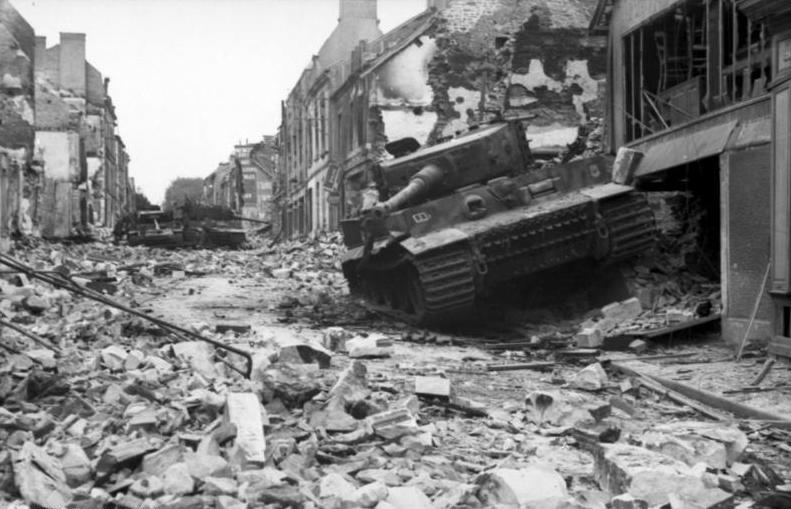
Les deux chars de la photo précédente apparaissent en arrière-plan de ce Tiger hors de combat. Les ruines sont principalement la cause des bombardements aériens qui ont suivi l'abandon du village par les Britanniques.

Les unités britanniques avaient considérablement souffert lors de l'attaque initiale mais avaient réussi à tenir l'ouest de la ville et son carrefour crucial. Les Allemands après leur offensive dévastatrice pour les alliés le matin, conduisirent ensuite plusieurs contre-attaques sur Villers qui furent pour eux très coûteuses en matériel et en hommes. Malgré tout, ils avaient maintenu une forte pression sur les positions de la 7e division blindée qui restaient fragiles.
Les Britanniques pouvaient bénéficier de plusieurs soutiens. Un observateur d'artillerie américain embarqué put solliciter un barrage d'artillerie puissant et précis qui brisa l'une des contre-attaques allemandes. Plusieurs brigades d'infanteries non engagées auraient pu être utilisées pour renforcer Villers-Bocage mais le commandant britannique sur place (Hinde) ne demanda pas d'aide. Le commandant divisionnaire, George Erskine, aurait pu requérir ces brigades mais ne le fit pas. Ni le commandant du corps, Gerard Bucknall, ni celui de la seconde armée, Miles Dempsey, ne renforcèrent les unités à Villers-Bocage. À 16 h, l'officier commandant le 4e County of London Yeomanry ordonna à ses troupes de se retirer de la ville. Il s'agit de l'opération Aniseed.
Ce retrait de Villers-Bocage mit fin à l'espoir pour les Britanniques de menacer le front allemand au sud de Caen. Les historiens estiment qu'une occasion majeure a été perdue, à cause d'une mauvaise mise en œuvre du plan. Dempsey plus tard nota que « la conduite tout entière de cette bataille fut une honte. »
Erskine et Bucknall furent relevés de leur commandement début août, après avoir de nouveau échoué à capturer Villers-Bocage et Aunay-sur-Odon lors de l'opération Bluecoat. Le général de brigade Hinde et le commandant de l'artillerie de la 7e division blindée furent également relevés.

## Pertes
Les pertes britanniques en blindés et véhicules lors de la bataille furent les suivantes :
- 8th King's Royal Irish Hussars : plusieurs Stuart ;
- 4th County of London Yeomanry : 15 Cromwell (10 du A sqn, 4 du RQT et 1 du B sqn), 4 Sherman Firefly (du A sqn), 3 Stuart, 1 half-track, 3 véhicules d'éclairage ;
- Rifle Brigade : 11 half-track, 2 chenillettes Bren, 4 chenillettes Carrier-Loyd ;
- 5th Royal Horse Artillery : 2 Cromwell, 1 Sherman.

Du côté allemand, la Schwere SS-Panzer-Abteilung 101 perdit 6 chars Tigre, mais trois furent ultérieurement réparés. La Panzer Lehr perdit 5 Panzer IV dont 2 purent être réparés également par la suite.

## L'exploitation de Villers-Bocage par la propagande nazie
La propagande nazie durant la Seconde Guerre mondiale cherchait à présenter le combattant individuel comme un héros. Le succès de Villers-Bocage fut en conséquence pratiquement entièrement imputé à Wittmann, qui fut crédité de 27 des 30 chars britanniques détruits. Après guerre, l'intérêt des amateurs pour Wittmann n'a pas faibli.
Il faut souligner que le Tigre de Wittmann était largement supérieur en puissance de feu et blindage aux véhicules britanniques auxquels il était confronté. Il est également vrai qu'aux très courtes distances où s'est déroulée la bataille, le canon de 17 livres des Firefly était en mesure de percer le blindage du Tigre. Même les canons remorqués de 6 livres, ainsi que les canons de 75 mm des Cromwell et Sherman auraient pu percer le blindage allemand dans des conditions optimales.